# Espadón
El término espadón es una forma coloquial y moderna de llamar al montante (voz correcta en castellano). No obstante ambas se refieren a grandes espadas de la época medieval y renacentista. En la actualidad, el término correcto de montante está en desuso salvo por aquellos que estudian la materia o que practican "artes marciales occidentales" (esgrima antigua). 

## Etimología
Espadón deriva de la raíz griega de "spatha" y sustituyó "por moda" al arcaico término "gladius" del latín vulgar empleado en la Península. Por esta razón todas las lenguas románicas y latinizadas usan el término Espadón en sus idiomas: Spadone (italiano), Espadon (francés), por ejemplo. Eso no implica que el término espadón sea más o menos correcto que el de montante, pero sí nos da una pista de a qué espadas se referían. (ver artículo inferior)

## Aclaración sobre el artículo
El término montante es válido para todo tipo de espada larga y grande de casi 2 metros de longitud que en el Renacimiento emplearon ciertas tropas de infantería y que popularizaron los mercenarios suizos y alemanes, denominadas Zweihänder en lengua germana.

## Uso figurado
El uso de espadones por parte de las tropas producía un efecto notable, por similitud de notabilidad se usaba el término espadón para designar genéricamente a personas influyentes y de modo particular, en el reinado de Isabel II de España era usual llamar espadones a los militares que tomaban posiciones políticas en las distintas facciones (Prim liberal, Espartero en los progresistas, Narváez en los moderados,   O'Donnell y Serrano en la Unión Liberal), no tanto entre los carlistas (Maroto, Zumalacárregui) y protagonizaron pronunciamientos.
- Datos: Q6653101